# La Symphonie fantastique
Pour l'œuvre de Berlioz, voir Symphonie fantastique
Pour plus de détails, voir Fiche technique et Distribution.
La Symphonie fantastique est un film français de Christian-Jaque sorti en 1942.

## Synopsis
La vie, très romancée, d'Hector Berlioz.

## Fiche technique
- Réalisation : Christian-Jaque
- Montage : Jacques Desagneaux
- Chef opérateur : Armand Thirard
- Musique : Maurice-Paul Guillot dirige l'orchestre qui interprète des extraits d'œuvres d'Hector Berlioz.
- Société de production : Continental Films
- Pays de production :  France
- Format :  Son mono  (Western Electric Wide Range)  - 35 mm - Noir et blanc - 1,37:1
- Genre : Drame
- Durée : 95 minutes
- Dates de sortie :
  - France : 1er avril 1942
  - États-Unis : 6 décembre 1947
- Affiche : Bernard Lancy (France)

## Distribution
- Jean-Louis Barrault : Hector Berlioz
- Bernard Blier : Antoine Charbonnel
- Renée Saint-Cyr : Marie Martin
- Lise Delamare : Harriet Smithson
- Gilbert Gil : Louis Berlioz, le fils d'Hector et Harriet
- Jules Berry : Schlesinger
- Louis Salou : le directeur de l'opéra
- Louis Seigner : Habeneck
- Catherine Fonteney : Madame Berlioz, la mère d'Hector
- Julien Bertheau : Victor Hugo
- Roland Armontel : Eugène Delacroix
- Jean Darcante : Prosper Mérimée
- Georges Gosset : Alexandre Dumas
- René Fluet : Jules Janin
- Maurice Schutz : Niccolò Paganini
- Noël Roquevert : le gendarme
- Georges Vitray : le commandant du navire
- Lucien Coëdel
- Jacques Dynam

## Autour du film
Tourné en 1942, en pleine Occupation, avec des moyens stupéfiants (Benvenuto Cellini, la Symphonie funèbre et triomphale, et le Requiem final aux Invalides), scénarisé par l'Allemand Alfred Greven, il exalte l'âme française et l'espoir de sa renaissance.